# 南非储备银行
南非储备银行（英語：South African Reserve Bank，缩写：SARB）是南非的中央银行，1921年由南非议会建立。它是模仿英格兰银行建立的。不过，虽是中央银行，董事会由政府任命，但却是私有的，股东不限于政府。

## 政策利率
南非儲備銀行以回購利率作為政策利率。通貨膨脹目標為3%-6%。
| 日期           | 政策利率 | 轉變   | 資料來源    |
| -------------- | -------- | ------ | ----------- |
| 2022年11月24日 | 7.00%    | +0.75% | [ 5 ] [ 6 ] |
| 2023年1月26日  | 7.25%    | +0.25% | [ 7 ]       |